# Phloeophagus thompsoni
Phloeophagus thompsoni é uma espécie de insetos coleópteros polífagos pertencente à família Curculionidae.
A autoridade científica da espécie é Grill, tendo sido descrita no ano de 1896.
Trata-se de uma espécie presente no território português.